# 28-й Берлинский международный кинофестиваль
28-й Берлинский международный кинофестиваль прошёл с 22 февраля по 5 марта 1978 года в Западном Берлине Это первый год кинофестиваля, который проходил в феврале месяце..

## Жюри
- Патриция Хайсмит (председатель жюри)
- Серджо Леоне
- Тео Ангелопулос
- Жак Розье
- Конрад Вольф
- Фрида Грейф
- Антонио Эчса Саусиненеа
- Ана Каролина
- Лариса Шепитько

## Конкурсная программа
- Падение, режиссёр Руй Герра и Нелсон Шавьер
- Лифт, режиссёр Томаш Муньос
- Счастливые годы моего отца, режиссёр Шандор Шимо
- Авантаж, режиссёр Георги Дюлгеров
- Бирюк, режиссёр Роман Балаян
- Братья Львиное сердце, режиссёр Олле Хельбум
- Замкнутый круг, режиссёр Джулиано Монтальдо
- Германия осенью , режиссёр Альф Бруштеллин, Катя Рупе, Фолькер Шлёндорф, Райнер Вернер Фассбиндер, Александр Клюге, Максимилиан Майнка, Беате Майнка-Йеллингхаус, Петер Шуберт, Бернхард Зинкель, Ханс Петер Клоос и Эдгар Райц
- Учитель, режиссёр Октавио Кортасар
- Горячая жевательная резинка: Мороженое на палочке, режиссёр Боаз Дэвидсон
- Горящие сердца, режиссёр Вальтер Бокмайер и Рольф Бёрманн
- Бумажные цветы, режиссёр Габриэль Ретес
- Йорг Ратгеб – художник, режиссёр Бернхард Штефан
- Конец света в нашей супружеской постели однажды дождливой ночью, режиссёр Лина Вертмюллер
- Что сказал Макс, режиссёр Эмилио Мартинес-Ласаро
- Форели, режиссёр Хосе Луис Гарсия Санчес
- Мориц, дорогой Мориц, режиссёр Харк Бом
- Премьера, режиссёр Джон Кассаветис
- Шизофреничка!, режиссёр Ричард Беннер
- Пёс, который любил поезда, режиссёр Ричард Беннер
- Рейнгольд, режиссёр Никлаус Шиллинг
- Шахматисты, режиссёр Сатьяджит Рей
- Смерть президента, режиссёр Ежи Кавалерович
- Дальняя дорога, режиссёр Сатико Хидари
- Страница любви, режиссёр Маурис Рабиншич

## Награды
- Золотой медведь:
  - Форели, режиссёр Хосе Луис Гарсия Санчес
- Золотой Медведь за лучший короткометражный фильм:
  - Что мы сделали курицам?
- Серебряный медведь:
- Серебряный медведь за лучшую мужскую роль:
  - Крэйг Расселл — Шизофреничка
- Серебряный медведь за лучшую женскую роль:
  - Джина Роулендс — Премьера
- Серебряный медведь за лучшую режиссёрскую работу:
  - Георги Дюлгеров — Авантаж
- Серебряный медведь за лучший короткометражный фильм:
  - Хитроумное приспособление
  - Une vieille soupière
- Серебряный медведь за выдающиеся персональные достижения:
  - Октавио Кортасар — Учитель
  - Ежи Кавалерович — Смерть президента
- Серебряный медведь - специальный приз жюри:
  - Падение
- Приз международной ассоциации кинокритиков (ФИПРЕССИ):
- Приз ФИПРЕССИ (конкурсная программа):
  - Счастливые годы моего отца
- Приз ФИПРЕССИ (программа «Форум»):
  - Круг
- Приз имени Отто Дибелиуса международного евангелического жюри:
- Приз имени Отто Дибелиуса международного евангелического жюри (конкурсная программа):
  - Премьера
- Приз имени Отто Дибелиуса международного евангелического жюри (программа «Форум»):
  - Второе пробуждение Кристы Клагес
- Приз международного евангелического жюри - рекомендация:
- Приз международного евангелического жюри - рекомендация (конкурсная программа):
  - Мориц, дорогой Мориц
- Приз международного евангелического жюри - рекомендация (программа «Форум»):
  - Любовные письма с Теральбской дороги
  - Всесторонне ограниченная личность
- Приз Международной Католической организации в области кино (OCIC):
- Приз Международной Католической организации в области кино (конкурсная программа):
  - Что сказал Макс
- Приз Международной Католической организации в области кино (программа «Форум»):
  - Круг
- Приз Международной Католической организации в области кино - рекомендация:
- Приз Международной Католической организации в области кино - рекомендация (конкурсная программа):
  - Счастливые годы моего отца
- Особый приз Международной Католической организации в области кино (OCIC):
- Особый приз Международной Католической организации в области кино (конкурсная программа):
  - Братья Львиное сердце
- Приз газеты Berliner Morgenpost:
  - Шизофреничка